# Brachycereus nesioticus
Brachycereus nesioticus là một loài thực vật có hoa trong họ Cactaceae. Loài này được (K.Schum. ex B.L.Rob.) Backeb. mô tả khoa học đầu tiên năm 1935.

## Hình ảnh

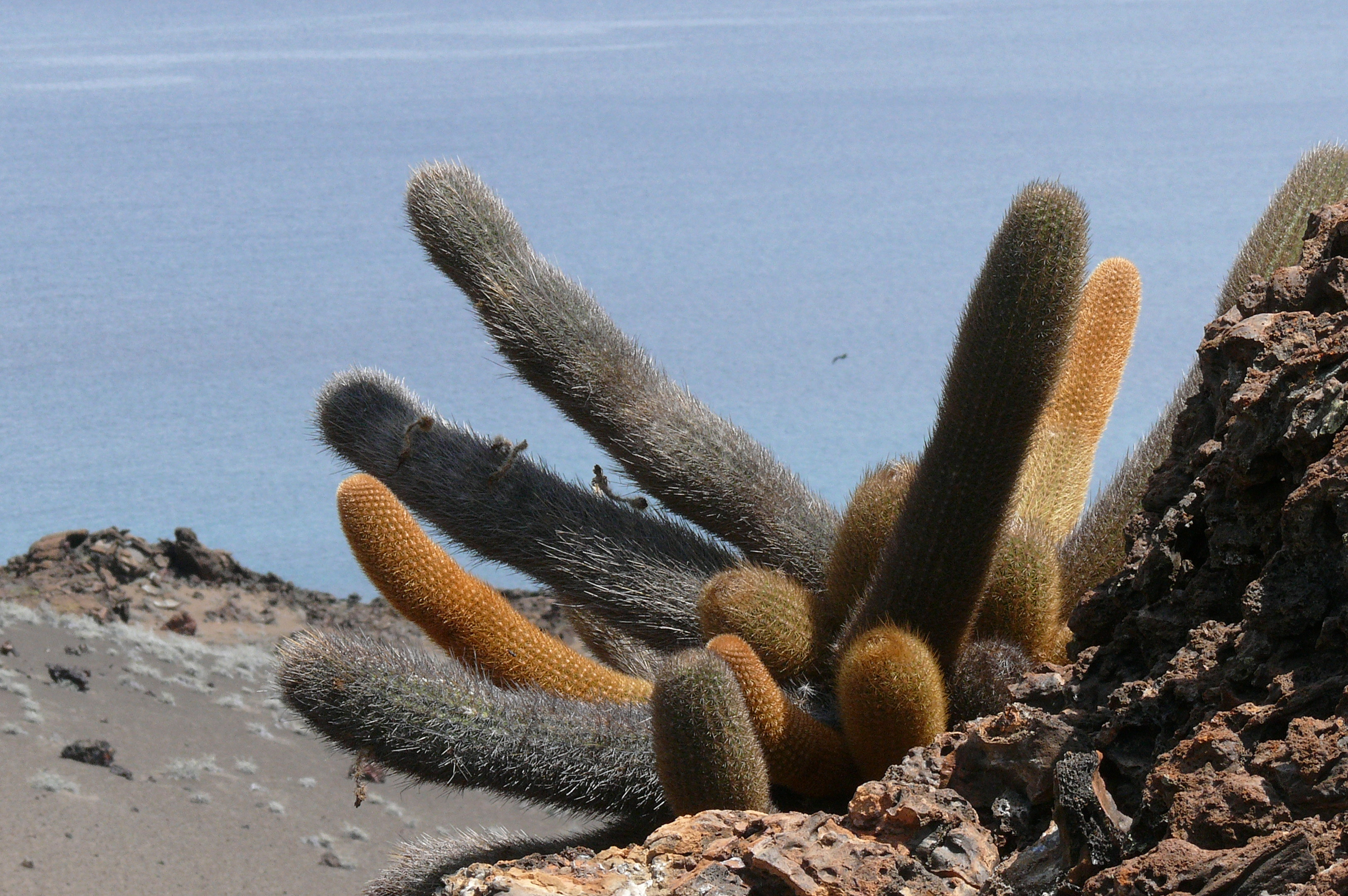
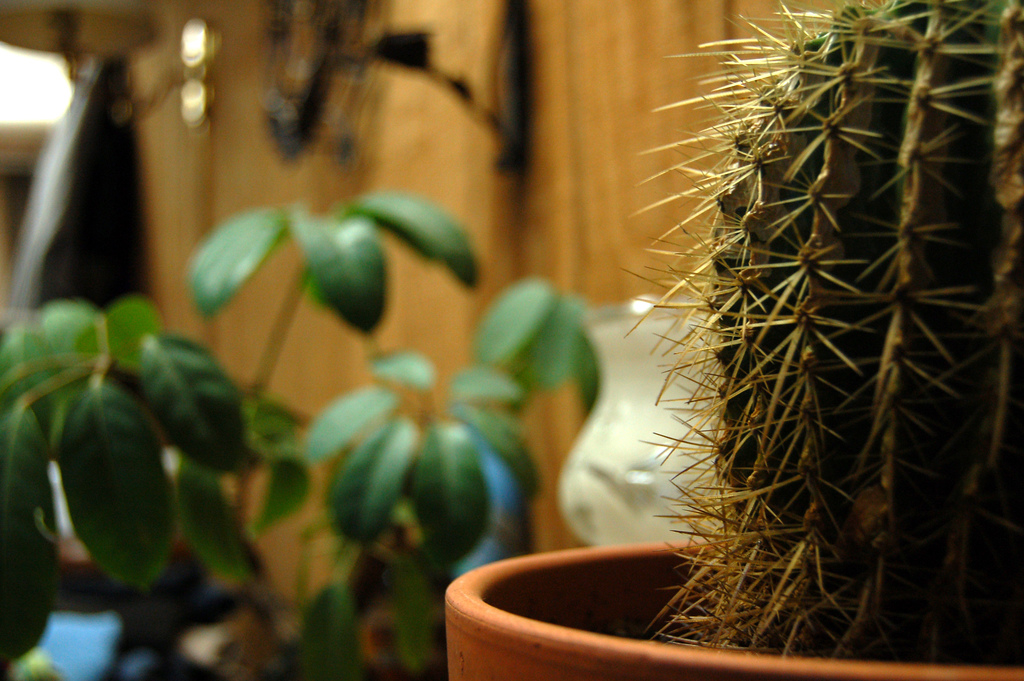
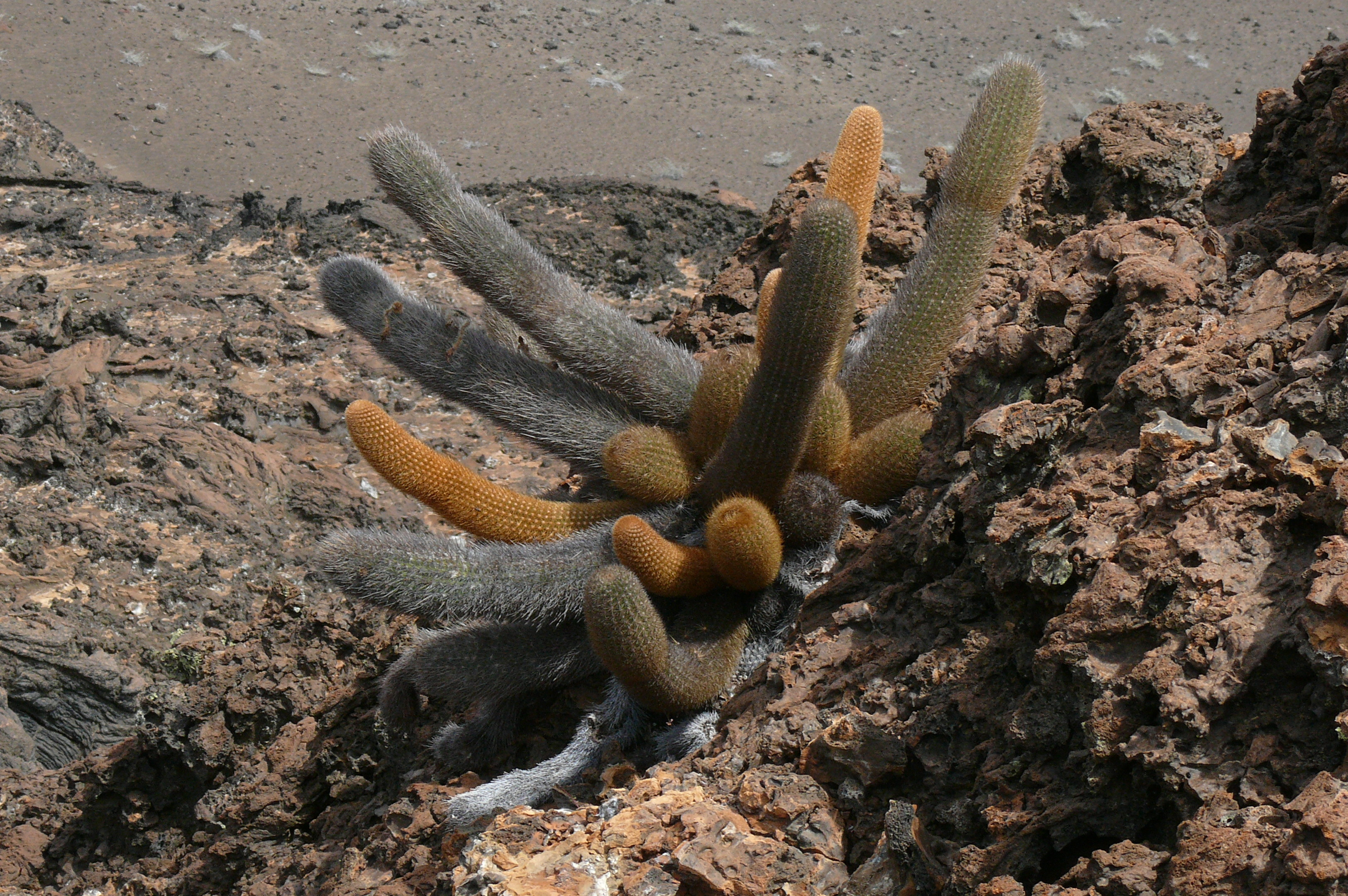